# José Vieira Couto de Magalhães

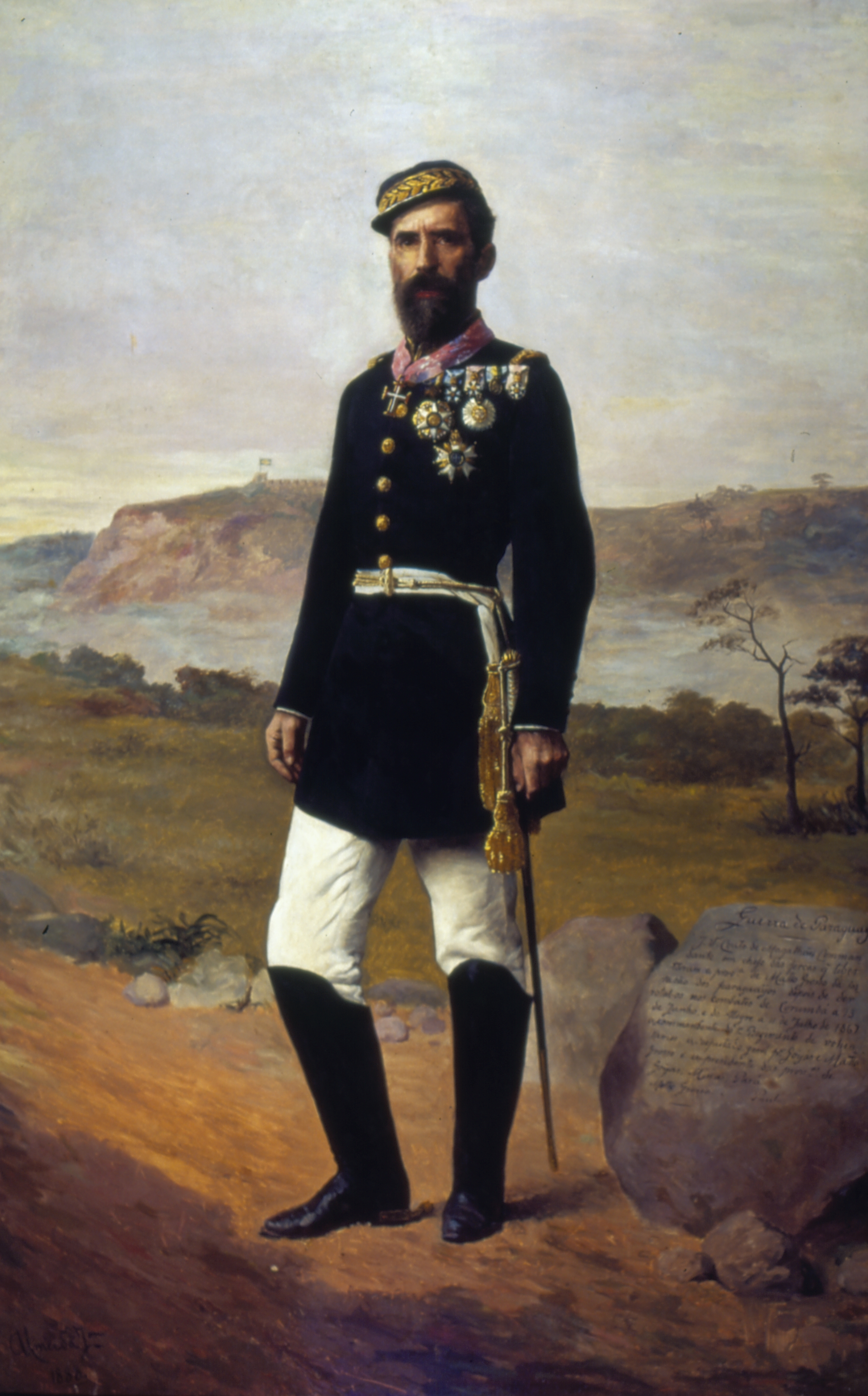
Couto de Magalhães; Gemälde von Almeida Júnior

José Vieira Couto de Magalhães (* 1. November 1837 in Diamantina; † 14. September 1898 in Rio de Janeiro) war ein brasilianischer Schriftsteller, Jurist und Politiker.
Couto de Magalhães war Gouverneur der Provinz Goiás (1863–1864), der Provinz Pará (1864–1866), der Provinz Mato Grosso (1867–1868) und der Provinz São Paulo (1889).
Mit seinen Schriften O selvagem (1876) und Ensaios de antropologia (1894) gilt er als Begründer der brasilianischen Folklore.

## Ehrungen
Die Gemeinden Couto de Magalhães de Minas in Minas Gerais und Couto Magalhães in Tocantins sind nach ihm benannt. 